# Герцог Лейхтенбергский

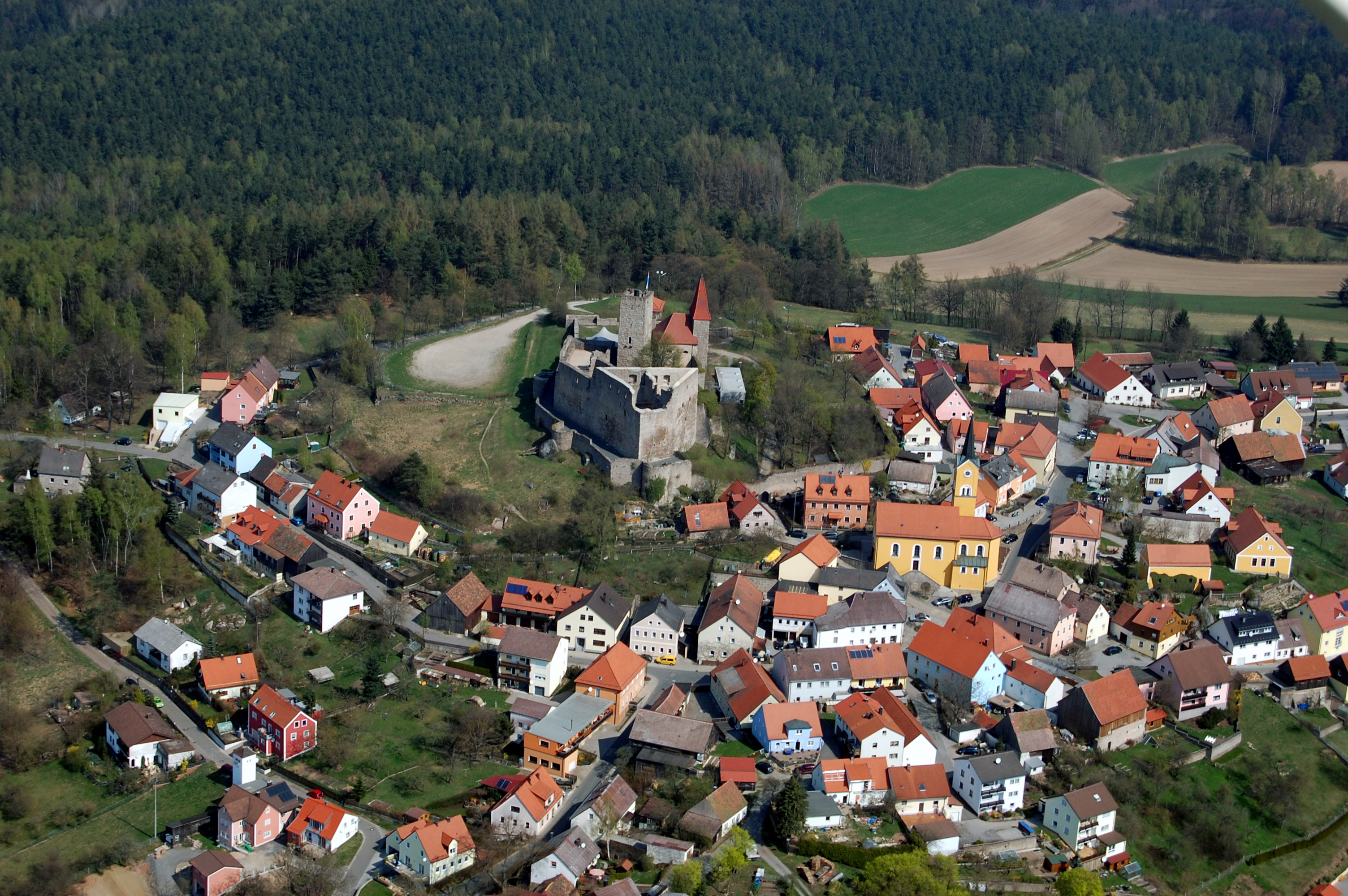
Лейхтенберг

Герцог Лейхтенбергский — титул одной из ветвей французского дворянского рода Богарне, впоследствии ставший фамилией некоторых из потомков этого рода.
Этот титул учредил в 1817 году Максимилиан I (король Баварии) для своего зятя Евгения Богарне (на правах медиатизированного герцогства), которому также передал часть княжества Айхштет. Одновременно Евгений получил титул Королевского Высочества, переходивший по праву первородства. Прочим членам рода был присвоен титул Светлейших князей.

## Носители титула и представители фамилии

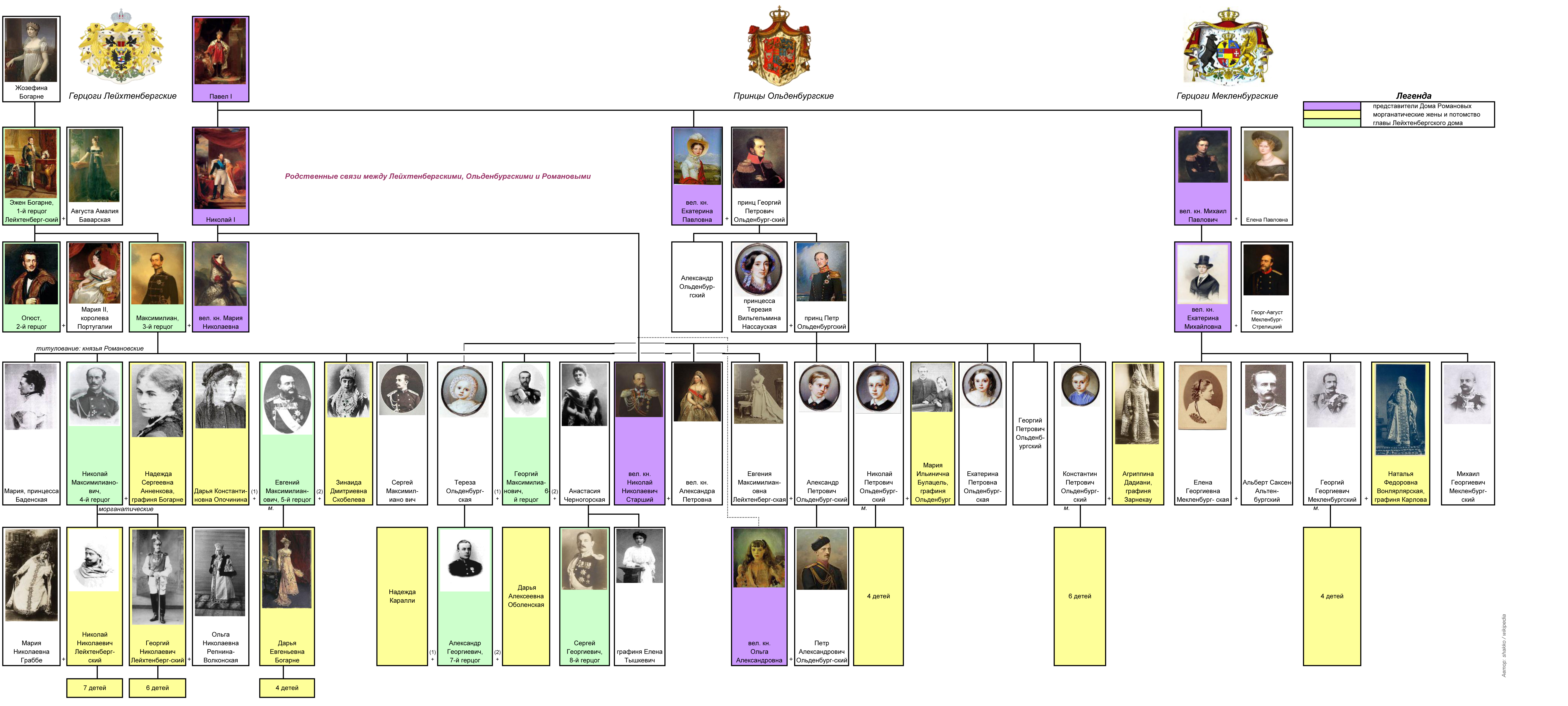
Родословное древо российских ветвей герцогов Лейхтенбергских, принцев Ольденбургских и их родственных взаимоотношений с домом Романовых

- Евгений Богарне, 1-й герцог Лейхтенбергский (1781—1824) — пасынок Наполеона I 
∞ Августа Амалия Баварская.
  -  Огюст (Август) Богарне, 2-й герцог Лейхтенбергский (1810—1835) 
∞ королева Португалии Мария II.
  -   Максимилиан Жозеф Евгений Август Наполеон, 3-й герцог Лейхтенбергский (1817—1852) 
∞ Мария Николаевна (1819—1876).
    - герцогиня Александра Максимилиановна Лейхтенбергская (1840—1843) умерла в детстве.
    - Мария Максимилиановна Лейхтенбергская (1841—1914) — светлейшая княжна Романовская, в замужестве принцесса Баденская.
    -  князь Николай Максимилианович Романовский, 4-й герцог Лейхтенбергский (1843—1891). По указу Александра III от 11 (23) ноября 1890 года его сыновьям от морганатической супруги Н. А. Акинфовой — «воспитанникам» его Императорского высочества князя Николая Максимилиановича Романовского, герцога Лейхтенбергского — Николаю и Георгию Николаевичам — предоставлено право пользоваться титулом герцогов Лейхтенбергских с наименованием светлости[1], с совершенным отделением от императорской фамилии и внесением в родословные книги С.-Петербургской губернии; герб их — в XV части «Общего гербовника».
      - герцог Николай Николаевич Лейхтенбергский (1868—1928), «воспитанник» 4-го герцога Лейхтенбергского.
        - герцог Николай Николаевич Лейхтенбергский (1896—1937).
          -  герцог Николай-Александр-Фриц Лейхтенбергский (род. 1933).
            - герцог Николай-Максимилиан Лейхтенбергский (1963—2002).
            -  герцог Константин-Александр-Петер Лейхтенбергский (род. 1965).

        -  герцог Сергей Николаевич Лейхтенбергский (1903—1966).
          -  герцог Сергей Сергеевич Лейхтенбергский (1955—2000).

      -   герцог Георгий Николаевич Лейхтенбергский (1872—1929), «воспитанник» 4-го герцога Лейхтенбергского.
        -   герцог Константин Георгиевич Лейхтенбергский (1905—1983).

    - Евгения Максимилиановна Лейхтенбергская (1845—1925), светлейшая княжна Романовская, в замужестве принцесса Ольденбургская.
    -  князь Евгений Максимилианович Романовский, 5-й герцог Лейхтенбергский (1847—1901); был женат первым браком на Дарье Опочининой (1845—1870), вторым — на её двоюродной сестре Зинаиде Скобелевой (1856—1899; сестре генерала Скобелева).
      -  графиня Дарья Богарне (1870—1937).

    - князь Сергей Максимилианович Романовский (1849—1877), герцог Лейхтенбергский.
    -   князь Георгий Максимилианович Романовский, 6-й герцог Лейхтенбергский (1852—1912); был женат на Терезе Ольденбургской (1852—1883), а затем — на Анастасии Черногорской.
      -  князь Александр Георгиевич Романовский, 7-й герцог Лейхтенбергский (1881—1942).
      -  князь Сергей Георгиевич Романовский, 8-й герцог Лейхтенбергский (1890—1974).
      -  княжна Елена Георгиевна Романовская (1892—1971), герцогиня Лейхтенбергская, в замужестве графиня Тышкевич.

## Родовые гербы
Герб герцогини Зинаиды Дмитриевны Лейхтенбергской внесен в Часть XIV Общего гербовника дворянских родов Всероссийской империи, стр. 1.
Щит четверочастный. В первой и четвёртой серебряных частях лазуревый пояс. Во второй зелёной части, серебряный меч в столб, обременённый в середине золотою о шести лучах звездою, эфес золотой, верх меча окружен шестью золотыми о шести же лучах звёздами. В третьей серебряной части, чёрный пояс, над ним чёрные птицы без ног и без клювов (мерлетки). Щит украшен Герцогскою короною и тремя серебряными шлемами, из коих средний увенчан Герцогскою же короною, а крайние дворянскими коронами. Нашлемники: среднего шлема — чёрный Императорский орел с червлёными глазами и языками и золотыми клювами и когтями, коронованный двумя золотыми же Императорскими коронами; правого — серебряное крыло с чёрным поясом, над которым три чёрные же птицы без ног и без клювов (мерлетки); левого — украшенный золотым ободком и золотыми о шести лучах звёздами зелёный фельдмаршальский жезл в столб, позади коего две скрещенные зелёные лавровые ветви. Намёт: среднего шлема чёрный с золотом, правого — чёрный с серебром, а левого — лазуревый с серебром. Щитодержатели: два чёрных орла с червлёными глазами и языками и золотыми клювами и когтями, стоящих на двух зелёных пальмовых ветвях. Вокруг всего княжеская мантия с княжескою короною.
Герб герцогов Николая и Георгия Николаевичей Лейхтенбергских внесён в Часть XV Общего гербовника дворянских родов Всероссийской империи, стр. 1.
Большой герб Их Императорских Высочеств, Их Высочеств и Их Светлостей Князей Романовских есть золотой двуглавый Российский орел, имеющий на груди четверочастный щит с малым щитом в середине. В первой и четвёртой частях, серебряных, голубой пояс. Во второй части, зелёной, серебряный меч: эфес золотой, верх меча окружен шестью золотыми звездами. В третьей части, на серебряном поле, чёрный пояс, над ним три черные птицы. В малом щите, на золотом поле, красный, увенчанный красной короной, вензель императора Николая I (Н), на щите герцогская корона. Главный щит увенчан шлемом Александра Невского; вокруг цепь ордена Андрея Первозванного, намет золотой и чёрный; щитодержателями служат два золотых грифа с красными глазами и языками. Вместо императорской сени золотая мантия, усеянная Российскими двуглавыми орлами, подложенная горностаем; над нею императорская корона. Рисунки этих гербов (в числе гербов родственников Императорской фамилии) воспроизведены в Полном Собрании Законов, т. XXXII (1857 г.) под № 31720. Описания этих гербов даны в Своде Законов Российской Империи, т. 1 ,ч. 1, Свод Основных Государственных Законов. Изд. 1906 г. Приложение II.